# Stenad i Stockholm
Stenad i Stockholm är en låt skriven av Per Persson och inspelad av den svenska folkrockgruppen Perssons Pack tillsammans med Annika Norlin på sång. Låten är femte spåret på albumet Öster om Heden. och släpptes även som singel 2009 med låten Stenad i Stockholm (Perssonversion) som b-sida.

## Medverkande
- Per Persson – sång, gitarr
- Annika Norlin – sång
- Magnus Lind – dragspel, piano
- Josef Zackrisson – trummor, bas, piano, orgel, gitarr, kör
- Anna Dager – cello
- Niclas Frisk – gitarr
- Love Antell – gitarr, mandolin, kör
- Peppe Lindholm – slagverk, bongos
- Mats-Peter Krantz – tenorsaxofon
- Magnus Jonsson – trumpet, trombon
- Anna Manell – viola
- Hanna Ekström – violin
- Victoria Lundell – violin